# Dominique McElligott
Dominique McElligott (Dublin, 5 de março de 1986) é uma atriz irlandesa. Ela apareceu nas séries Raw (2008), Hell on Wheels (2011–2012), House of Cards (2016–2017) e The Last Tycoon (2016), e interpretando o papel Maggie Shaw / Queen Maeve em The Boys (2019–2022) e The Boys Presents: Diabolical (2022).

## Biografia
McElligott cresceu em Dublin e começou a atuar durante o ensino médio. Ela teve sua formação na University College Dublin.

## Carreira
Ela estrelou Moon (2009) e a série de televisão Raw da RTÉ antes de sair para filmar Leap Year (2010). Em 2011, ela apareceu no filme The Guard. De 2011 a 2012, ela desempenhou um papel principal na série Hell on Wheels da AMC. Em 2015, ela estrelou The Astronaut Wives Club da ABC. Em 2016, McElligott interpretou Hannah Conway na quarta e quinta temporada da série House of Cards. Ela interpretou Rainha Maeve na série original The Boys, da Amazon Prime Video, baseada na série de histórias em quadrinhos de mesmo nome.

## Filmografia

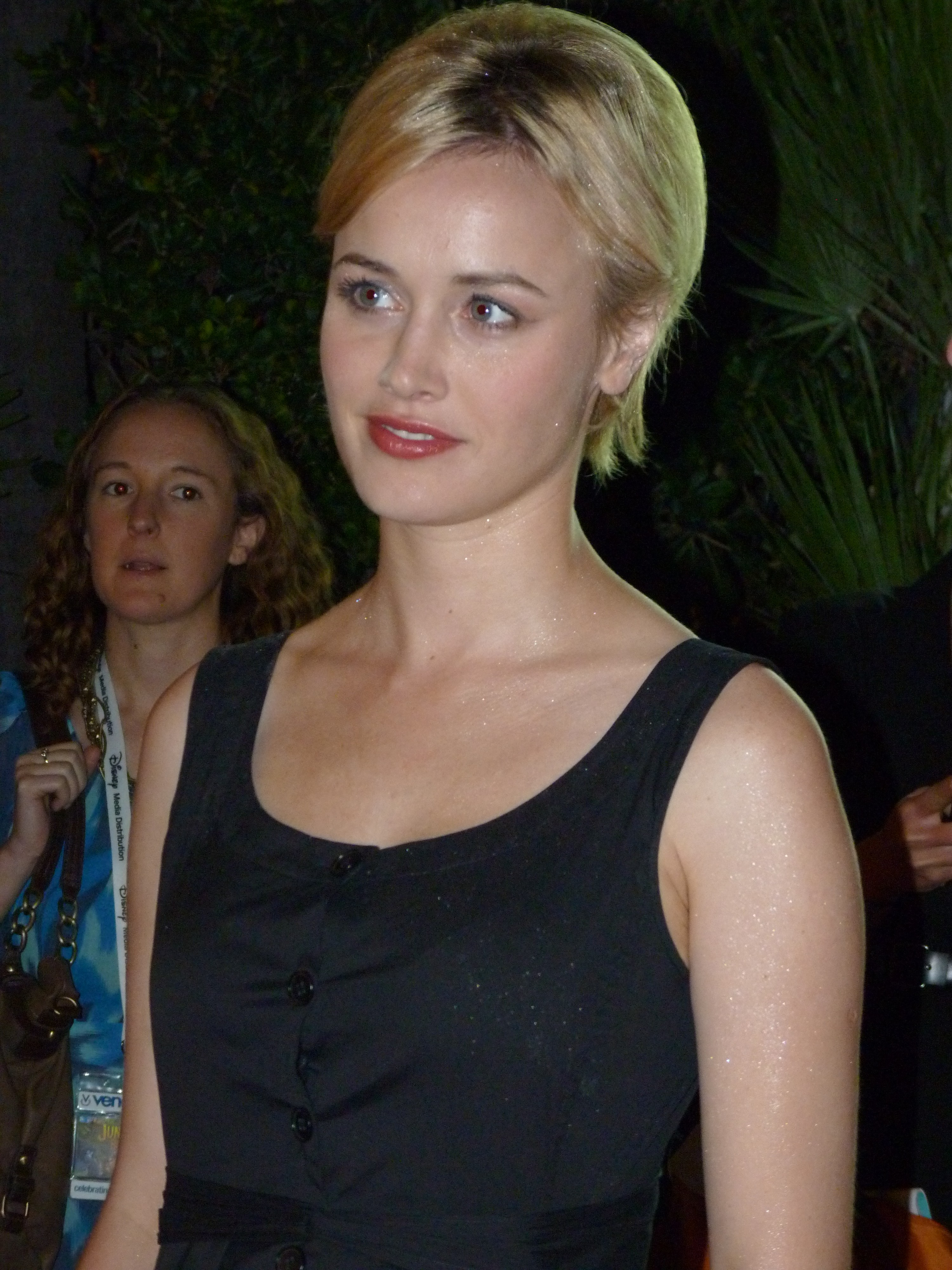
Dominique em 2011 no MIPCOM

### Filme
| Ano  | Título                  | Papel           |
| ---- | ----------------------- | --------------- |
| 2008 | Dark Floors             | Emília          |
| 2008 | Satellites & Meteorites | Dr. Johnson     |
| 2009 | Moon                    | Tess Bell       |
| 2010 | Leap Year               | Noiva           |
| 2011 | The Guard               | Aoife O'Carroll |
| 2011 | Blackthorn              | Etta Place      |
| 2012 | Not Fade Away           | Joy Dietz       |
| 2019 | Dois/Um                 | Marta           |

### Televisão
| Ano       | Título                        | Papel                      | Notas                                                                                               |
| --------- | ----------------------------- | -------------------------- | --------------------------------------------------------------------------------------------------- |
| 2001–2002 | On Home Ground                | Cora Collins               | 10 episódios                                                                                        |
| 2005      | Whiskey Echo                  | Raquel                     | Filme para televisão                                                                                |
| 2008      | Ser Humano                    | Lauren                     | Episódio: " Piloto "                                                                                |
| 2008      | Raw                           | Rebecca Marsh              | 6 episódios                                                                                         |
| 2009      | The Filantropist              | Bella Olazabal             | A personagem Bella Olazabal foi aparentemente retirada de The Philanthropist antes de sua exibição. |
| 2011–2012 | Hell on Wheels                | Lily Bell                  | Elenco principal (temporadas 1–2); 20 episódios                                                     |
| 2015      | The Astronaut Wives Club      | Louise Shepard             | Elenco principal; 10 episódios                                                                      |
| 2016–2017 | House of cards                | Hannah Conway              | Papel recorrente (temporada 4); Elenco principal (temporada 5); 15 episódios                        |
| 2016–2017 | The Last Tycoon               | Kathleen Moore             | Elenco principal; 9 episódios                                                                       |
| 2019–2022 | The Boys                      | Maggie Shaw / Rainha Maeve | Elenco principal; 22 episódios                                                                      |
| 2022      | The Boys Presents: Diabolical | Maggie Shaw / Rainha Maeve | Voz; episódio: "Eu sou seu empurrador"                                                              |